# Волкова, Вера Николаевна
Ве́ра Никола́евна Во́лкова (31 мая 1905, военное поселение близ Томска, Российская империя — 5 мая 1975, Копенгаген, Дания) — русская и британская артистка балета, педагог.

## Биография

### Россия
Родилась 31 мая 1905 года под Томском, где её семья находилась на военном поселении во время русско-японской войны. Третий ребёнок в семье (старшие — сестра Ирина и брат Лев). Крещена в томском Богоявленском соборе. Отец — Николай Волков, выходец из Московской губернии, его семья имела землю на юге от Москвы. Погиб на галицийском фронте в 1915 году в звании подполковника в возрасте 37 лет. Мать — Мария Владимировна, урождённая Хейне (Heine), по отцовской линии — племянница Генриха Гейне. Дед В. Волковой Максимилиан (младший брат Гейне) участвовал в Русско-турецкой войне, в походе генерала Дибича-Забалканского; после войны поселился в Санкт-Петербурге, женился на Генриетте фон Арендт и был личным врачом императора Александра II.
С сентября 1914 года В. Волкова обучалась в петербургском Смольном институте благородных девиц, вплоть до его закрытия в июле 1917 года. Летом 1919 года, когда большая часть Украины находилась под властью генерала Деникина, мать отправила обеих дочерей вместе с их гувернанткой мадам Lescard в Харьков. Сама, вместе с сыном Львом, осталась в Петрограде. Когда к Харькову стали подходить большевики, гувернантка бежала в Одессу, где находились французские корабли. 14-летняя Вера была отдана в приют, а её старшую сестру приютила одна из семей харьковчан. После захвата Харькова большевиками в январе 1920 года сёстры были вынуждены искать пути возвращения в Петроград. Это был нелёгкий путь с небольшим количеством зерна и сушёными грибами, которые в форме бус были повешены на шею.
По словам самой Веры Волковой, она стала заниматься танцем почти случайно: сопровождала подругу при поступлении в Школу русского балета. Подругу забраковали, а на Веру обратили внимание. По другой её версии, она сама пробовала поступить в балетную школу ради дополнительного рациона, полагавшегося ученикам ввиду сильных физических нагрузок. Точно же известно, что танец был одним из обязательных предметов в Смольном институте, где девочки обучались придворным танцам, гавоту, менуэту и лансье. До поступления в балетную школу Вера брала частные уроки у бывшей танцовщицы Мариинского театра мадам Эрле.
В 1920 году в возрасте 15 лет Вера Волкова не имела шанса поступить в Петроградское театральное (балетное) училище (бывшая Императорская балетная школа), куда принимали лишь до 10 лет. У неё тогда были две возможности: балетная школа Миклоша на Гагаринской улице или же Русская балетная школа Акима Волынского (так называемая школа Балтфлота, находившаяся в здании Балтийского Флота на Почтамтской улице). Обе школы являлись частными. Выбор пал на последнюю. Здесь преподавали Николай Легат, Ольга Преображенская, Мария Романова (мать Галины Улановой) и Агриппина Ваганова. Одновременно с занятиями в школе Вера Волкова вместе со своим партнёром по школе Александром Пушкиным, (будущим педагогом Нуреева и Барышникова), берет частные уроки у Вагановой. Аким Волынский имел огромное влияние на развитие Волковой не только как балерины, но и художника. Они часами говорили о балете, философии Ницше, литературе, об эстетике художников Ренессанса, посещали музеи. От Волынского Вера Волкова взяла философию «техники адажио», а от Вагановой — «технику аллегро», которые она соединяла в своей педагогической работе на Западе. Именно в различии этих двух подходов к технике балетного танца заключался конфликт между Волынским и Вагановой, из-за которого последняя покинула школу. В июне 1925 году Вера Волкова получает аттестат о профессиональном образовании. Город носил уже имя Ленинград. В том же году участвует в гастролях по Японии с танцевальной группой. На следующий год вновь гастроли в Японии и китайском Харбине с балетмейстером Соколовским.
1927—1928 годы в биографии Волковой плохо документированы. Известно, что у неё были трудности с поисками работы — видимо, отчасти из-за её близких и дружеских отношений с Волынским. Некоторое время она проживала в Москве, где вышла замуж за музыканта Шуру Виноградова. Брак вскоре распался. Вера познакомилась с танцовщиком Сергеем Тороповым, вместе с которым вернулась в Ленинград.

### Китай
Весной 1929 года Вера Волкова, Сергей Торопов и Сергей Гончаров,отправившись на гастроли по стране, эмигрируют в Харбин. Гастролируют в Пекине, Сингапуре и Маниле. Перебираются в Шанхай, где выступают в эксклюзивном кабаре как «Олимпийское трио» с номерами из классического репертуара. Влажный климат постепенно развивает у Волковой хронический колит и кишечные инфекции. Она почти обессилена. После прекращения контракта с варьете Вера устраивается работать модисткой. Сергей Гончаров организует балетную школу, где Вера Волкова однажды обратит внимание на способную ученицу Peggi Hookham, ставшую впоследствии всемирно знаменитой Марго Фонтейн. Сергей Торопов, не найдя себя на чужбине, принимает решение о возвращении в Ленинград. Через советское посольство он получил визу, и вскоре после пересечения границы, по словам Волковой, был расстрелян как враг народа.
В 1932 году Вера Волкова знакомится в английским бизнесменом Hugh Finch Willams, который приезжает в Шанхай изучать архитектуру. Ему 28 лет, он элегантен, имеет амбиции живописца и вдобавок ко всему владеет французским языком. Волкова не говорила по-английски. Он не только ухаживает за Верой, но и устраивает её пребывание в одном из санаториев. В 1934 году Вильямс переезжает в Гонконг и устраивает визу Волковой для переезда в английскую колонию. Вера невероятно истощена, и он оплачивает её лечение, которое спасает ей жизнь.

### Лондон и Париж
В 1936 году при помощи Вильямса Вере Волковой, не имеющей гражданства, удаётся перебраться в Англию. На свою просьбу о получении паспорта в советском посольстве она получает отказ. Единственной реальной возможностью остаться в Англии может стать лишь заключение брака. Вильямс берет на себя всю юридическую подготовку, и в 1937 году они становятся мужем и женой. Он работает архитектором, она же на время становится домашней хозяйкой. В Англии В. Волкова вновь встречается с Марго Фонтейн, но отказывается от возобновления личной балетной карьеры. Много лет позднее она призналась канадскому танцовщику Дэвиду Морони, что была так поражена низким уровнем английского балета, что не хотела с ним иметь ничего общего. Волкова познакомилась с балетной школой Игоря Швецова в студии Gunter Grove. Ей уже почти 33 года, она не танцевала лет 5-6 и была далеко не в форме, но после двухмесячных занятий участвует в студийном концерте с сольным номером на музыку Скрябина. Возобновляет занятия у Николая Легата, но уже для получения педагогического диплома.
Её необыкновенно привлекают парижские балетные студии Ольги Спесивцевой, Любови Егоровой и Бориса Князева. Все они были выходцами из петербургской балетной школы, но преподавательский стиль их сильно различался. Вера Волкова посещала занятия в их студиях с невероятным любопытством и впитывала в себя все самое интересное. Особый интерес она проявляла к преподаванию Егоровой, которая никогда не повышала голоса на своих учеников и никогда не прикасалась к ним физически. Практически весь класс она проводила не вставая со стула и лишь в конце урока поднималась для демонстрации адажио. Это было скорее вдохновенным, а не структурированным преподаванием. В Париже же Волкова была поражена экспрессивностью тела Жана-Луи Барро.
Летом 1939 года посольство Великобритании в Париже рекомендовало всем английским подданным покинуть континент ввиду напряжённой международной обстановки. После нападения фашистской Германии на Польшу в сентябре 1939 года Англия вступила в войну. А так как Советский Союз имел мирное соглашение с Германией, то Вера Волкова официально получает статус предателя со стороны советских властей. В 1940 году Вильямс был призван на фронт в чине майора и отправлен в Индию. Волкова хочет служить добровольцем в Красном Кресте и Бригаде скорой помощи, но из-за своей национальности получает отказ.
После ухода в 1938 году Николая Сергеева с позиции педагога балетной труппы «Садлерс-Уэллс», была приглашена её руководителем, Нинет де Валуа, занять его место. В то же время, многие артисты труппы, в том числе, Марго Фонтейн, ходили к ней заниматься дополнительно. Так, Фонтейн работала с Волковой практически над всеми своими партиями в классических балетах — именно Волкова стала для балерины тем педагогом, который сделал всё для раскрытия её таланта.
В 1941 году Волкова преподает в балетной труппе Дианы Гульд; в 1942 году открывает собственную балетную школу в небольшом помещении с обшарпанными стенами, неровным полом и маленькой раздевалкой по адресу West Street, 26. Во время войны Вера Волкова находилась в романтических отношениях с танцовщиком Хенри Дантоном.
После войны де Валуа предложила ей заключить постоянный контракт — но с тем условием, что она закроет свою лондонскую студию. Волкова отказалась, после чего де Валуа запретила своим артистам посещать её студию. Вскоре после этого Волкова переехала в Копенгаген:81.
После войны Лондон становится меккой танца. Сюда приезжают европейские и американские труппы с гастролями. Танцовщики со всего мира приезжают в поисках работы и тренинга. Уроки у Волковой берут Эрик Брун, Карла Фраччи, Эльза Марианна фон Розен, Тони Ландер, Поль Гнатт, Соня Арова, Светлана Берёзова, Алексис Рассин. Из Парижа приезжают Ролан Пети вместе с Зизи Жанмер, Жан Бабиле и Натали Филлипар, Морис Бежар. Из Американского балета — Нора Кей и Мелисса Хейден. Впервые на её педагогическую работу обращает внимание критика, называя её метод мистическим и харизматическим одновременно. Сама Вера Волкова понимала необходимость воспитания верного понимания танца у балетных критиков, давала уроки критику Ричарду Баклу.
В 1951 году принимает приглашение директора миланского театра «Ла Скала» Гирингелли возглавить балетную труппу этого театра. Однако это сотрудничество было непродолжительным — после шести месяцев работы Волкова покинула этот пост.

### Копенгаген
6 октября 1951 года, по приглашению директора Королевского театра Дании она прибывает в Копенгаген. Перед ней встаёт задача при сохранении традиций датского хореографа Августа Бурнонвиля привести танцовщиков на уровень ведущих национальных балетных трупп. Именно в Копенгагене её педагогический талант получает своё полноценное выражение. Она буквально ставит балет («Сильфиду») на пальцы. Техника «на пальцах» у Бурнонвиля была весьма ограниченной. Волкова фокусирует то немногое, что несомненно подчеркнуло драматизм и эстетику танца — его хрупкость. Она улучшает положение рук и свободу плеч. Следит за правильным разворотом бёдер у танцовщиков, правильным дыханием. Обращает особое внимание на тело как единое целое с центром координации в корпусе, на необходимость соединения пластичности французской школы с виртуозностью школы итальянской. Формируя саму школу, Волкова проявляет не только свою профессиональную, но и человеческую позицию. Интересен тот факт, что когда аспиранты должны были сдавать экзамен при зачислении в основную труппу, то очень способного танцовщика Хеннинга Кронстама из-за его гомосексуальности (опасаясь возможных скандалов) принимать не рекомендовали. На что Вера Волкова решительно выразила протест, заявив, что если его не зачислят, то она не останется в театре. Она всегда была настроена на диалог с учениками.
Используя свои связи, Вера Волкова привлекала к работе в Дании таких современных хореографов, как Джордж Баланчин, Фредерик Аштон, Давид Лишин. У неё было особое чутье на видение таланта в учениках. Эрик Брун говорил, что при помощи Волковой он изменил свой стиль. Как отмечал один из критиков Svend Kragh Jacobsen, наступила новая, интернациональная эпоха для датского балета и артистов. Волкова тщательно относилась к распределению ролей: она считала, что лучше смотреть второстепенный спектакль с верным распределением партий, нежели хороший с плохим. Старалась всегда находиться вне политики и театральных интриг. Позже признавалась, что со временем перестала относиться серьёзно к театру, лишь к танцу.

### Посещение СССР
В 1961 году, буквально спустя месяц после своего невозвращения в Советский Союз, у неё занимается Рудольф Нуреев. В 1967 году, впервые после эмиграции, Вера Волкова посетила Ленинград. В 1973 году участвовала в гастролях Королевского театра в Москве и Ленинграде: «…я была невероятно счастлива. Вероятно, Россия вопреки всему — моя страна…».

### Смерть
Вера Волкова скончалась ранним утром 5 мая 1975 года в госпитале Копенгагена — в городе, куда она прибыла на три месяца, но где задержалась без малого на 25 лет.

## Награды
- В 1956 году Вера Волкова была представлена к почётному ордену «Рыцарь Креста».
- В 1974 году к празднованию 100-летнего юбилея Королевского театра, В. Волкова получает Carlsberg Memorial Legacy.